# Liang Sicheng

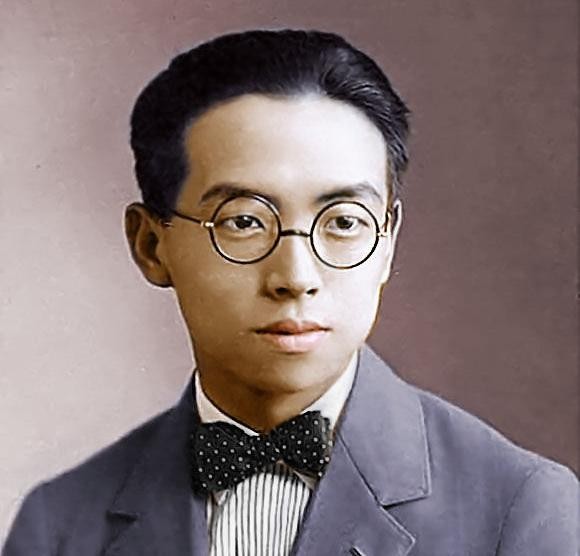
Liang Sicheng

Liang Sicheng (chinesisch 梁思成, Pinyin Liáng Sīchéng, W.-G. Liang Szŭ-ch’êng; * 20. April 1901; † 9. Januar 1972) war ein chinesischer Architekt, Bau- und Architekturhistoriker, Denkmalpfleger und Ausbilder. Er bemühte sich sehr um chinesische traditionelle Gebäude und darum, diese durch Denkmalschutz zu erhalten und ihre Pflege zu ermöglichen. Er war Akademiemitglied an der Academia Sinica, Mitglied des Komitees der Philosophie und Sozialwissenschaftlichen Abteilung der chinesischen Akademie der Wissenschaften. Er ist Sohn von Liang Qichao, des Gelehrten und Reformers aus der Endzeit des chinesischen Kaiserreichs.
Er und seine Ehefrau Lin Huiyin (Lin Whei-yin) arbeiteten in der wissenschaftlichen Forschung der chinesischen Architektur zusammen.

## Leben und Werk
Im Jahr 1945 war Liang Vorsitzender der Architektur-Fakultät an der Tsinghua-Universität. 1946 war er Gastprofessor an der Yale University, und er erhielt das Ehrendoktorat der Princeton University. Er wurde auch als Vertreter Chinas für das beratende Komitee für den Bau des UN-Hauptquartiers in New York nominiert. Damals arbeitete er mit Le Corbusier und anderen weltweit bekannten Architekten zusammen.
Liang Sichengs Vorstellungen sind bis heute einflussreich. Das betrifft einerseits seine Forschungen über die chinesische Baugeschichte, andererseits seine Überlegungen in Bezug auf die (heute inzwischen weltweit verbreiteten) Stadtentwicklungskonzepte von Megacities. Liang thematisierte bereits 1949 das Problem der Erzeugung von Verkehr, insbesondere des Pendler- und Versorgungsverkehrs, der aus Stadtentwicklungskonzepten resultiert, die auf Umsiedlung von Stadtbewohnern aus dem Stadtkern an die Peripherie basieren. Insbesondere wandte er sich in den 1950er-Jahren gemeinsam mit Chen Zhanxiang und einigen anderen Experten gegen die Idee, das Verwaltungszentrum Pekings in der Altstadt nahe dem Tor des Himmlischen Friedens anzusiedeln.
Liang trat für eine Erhaltung der historischen Altstadt und der Stadtmauern von Peking ein und für ein neues administratives Zentrum im Westen der Altstadt. Diese Idee einer polyzentrischen Struktur der chinesischen Hauptstadt setzte sich aber gegen die  von den russischen Beratern und der chinesischen politischen Führung präferierte monozentrische Konzeption nicht durch.
Während der Kulturrevolution wurde er öffentlichen Demütigungen ausgesetzt, sein Haus wurde geplündert und er wurde zusammen mit seiner Familie gezwungen, in ein kleines Zimmer zu ziehen. Im Jahre 2012 wurde sein Haus in einer der traditionellen Hutonggassen im Pekinger Innenstadtbezirk Dongcheng aus Versehen abgerissen. Eine Rekonstruktion war jedoch nach Presseberichten vorgesehen.

## Werke
- Wilma Fairbank (Hg.), Liang Ssu-ch‘eng [Liang Sicheng]: A pictorial history of Chinese architecture. A study of the development of its structural system and the evolution of its types. (Originaltitel: 《中國建築史》, 1954.) Cambridge: MIT Press, 1984; ISBN 0262121034.